# Acontia hemipentha
Acontia hemipentha là một loài bướm đêm trong họ Noctuidae.